# Dřínov (zámek)
Zámek Dřínov se nachází uprostřed stejnojmenné obce v okrese Kroměříž, v kraji Zlínském. Tvoří ho hlavní obdélníková budova se dvěma křídly a jednou věží.

## Historie
Existence tvrze se dokládá již roku 1414, kdy odsud majitel podnikal přepady okolních usedlostí. V letech 1653–1667 buď Skrbenští z Hříště nebo Přepyšští z Rychmburka přestavěli tvrz na menší renesanční zámeček, jehož základy budou ukryty v dnešním východním a jižním křídle. Dílem Walderodů, kteří byli vlastníky od roku 1753 je také kaple sv. Kateřiny, přistavěná k jižnímu průčelí okolo roku 1775. Po nich vlastnil v letech 1815–1945 zámek spřízněný rod Desfours-Walderode, za nichž v roce 1830 proběhly nepříliš podstatné úpravy. Roku 1875 byla provedena dílčí regotizace. Po roce 1945 byl zámek doveden do havarijního stavu, hlavně v době, kdy sloužil jako kanceláře a byty.
V roce 2015 však zámek pod dohledem pana Svitáka vypadá o mnoho lépe. Jednou z nejzásadnějších úprav je zcela nová střecha, která byla v havarijním stavu.
Od jara 2024 se v průběhu oprav zámek otevírá veřejnosti v rámci pravidelných prohlídek.